# 沃尔特·巴德
威廉·海因里希·沃尔特·巴德（德語：Wilhelm Heinrich Walter Baade，1893年3月24日—1960年6月25日），德国天文学家，在美国度过了大部分科研生涯。巴德提出了两类星族的概念，正确区分了两类造父变星，并对宇宙距离的尺度做出了重要的修正。

## 生平
巴德1893年出生于德国的施勒廷豪森，青年时期曾在蒙斯特和哥廷根大学求学。1919年获得博士学位。随后在汉堡大学的贝格多夫天文台工作。1931年巴德移民美国，在威尔逊山天文台工作。1948年又进入帕洛玛天文台工作，1958年退休。退休后巴德回到哥廷根，1960年逝世。
巴德在威尔逊山天文台工作期间，与美国天文学家弗里茨·兹威基和埃德温·哈勃一道合作研究超新星和星系。1934年，他与兹威基在《国家科学院学报》上发表文章，提出了“超新星”一词用于描述正常恒星向中子星的转化过程，同时解释宇宙线的起源，这在当时是非常惊人的观点。1935年，在他和兹威基的共同倡议和推动下，第一台施密特望远镜在帕洛马天文台建成，口径为45/65厘米。1934年，他与兹威基共同发表文章称，中子简并压能够支持质量超过钱德拉塞卡极限的恒星。
第二次世界大战期间，很多天文学家被征召进入军事部门，巴德因德国侨民的身份留守威尔逊山天文台，这令他可以自由地使用望远镜，很少再有人和他争夺望远镜的使用时间。并且附近城市洛杉矶实行了战时灯火管制，这样就大大降低了光污染，为巴德进行天文观测创造了良好的条件。巴德利用威尔逊山天文台内口径为2.54米的虎克望遠鏡首次在仙女座星系的中心附近分解出了单个恒星。他还提出了星族的概念：一类是年轻的恒星，主要分布在星系的旋臂中，称为星族Ⅰ。另一类是年老的恒星，分布在星系的中央区和晕的球状星团中，称为星族Ⅱ。
二战结束后，巴德进入帕洛玛天文台，使用帕洛玛天文台新的200英寸（5米）望远镜继续进行研究。他在仙女座星系中找到了300余颗造父变星，还发现两个星族各自有其独特的造父变星族，星族Ⅰ造父变星和星族Ⅱ造父变星具有不同的周光关系，美国天文学家沙普利和勒维特得到的造父变星周光关系只适用于星族Ⅱ造父变星。哈勃第一次试图测定仙女座星系的距离，就是将星族Ⅱ造父变星的周光关系错误地应用到了仙女座星系星族Ⅰ造父变星身上，得到的结果是80万光年。1952年，巴德得到了新的造父变星周光关系曲线，并利用它重新计算了仙女座星系的距离，得到了200万光年的结果。这意味着几乎所有利用红移测量距离的星系都比先前的估算远了一倍多，这也令当时人们对宇宙年龄的估计值由20亿年增加到50亿年，解决了地球年龄比宇宙年龄还要老的疑难。

## 榮譽
巴德还发现了10颗小行星。为纪念这位天文学家，第1501号小行星、月球上的一座环形山、一条月谷、以及第一台麦哲伦望远镜都以他的名字命名。